# Elfriede Kaun
Elfriede Kaun, po mężu Rahn (ur. 5 października 1914 w Büttel, zm. 5 marca 2008 w Kilonii) – niemiecka lekkoatletka, skoczkini wzwyż, medalistka olimpijska.
Była zawodniczką klubu Kieler TV. Na igrzyskach olimpijskich w Berlinie w 1936 sięgnęła po brązowy medal, za Węgierką Csák i Brytyjką Odam, z identycznym wynikiem jak rywalki (1,60 m).